# Национальный Институт Территориальных Исследований
Национальный институт территориальных исследований (INET, Institut National Des Études Territoriales) расположен в Страсбурге. Является академией национального администрирования Франции и готовит управленцев крупных местных и региональных администраций. Большинство студентов становятся главами департаментов (финансы, бюджет, кадры) в городах или регионах превышающих 80,000 человек. Институт был создан в 1990 году под названием Институт повышения квалификации сотрудников гражданской службы (IESFPT) и изменил своё название в 1998 году на INET. 
Институт ассоциируется с Национальной школой администрации, которая формирует лидеров государственной гражданской службы. Некоторые из курсов этих двух университетов являются общими. C марта 2010 года INET возглавляет Жан-Марк Легран, который также является заместителем генерального директора Национального центра государственных земель (CNFPT).

## Выпускники

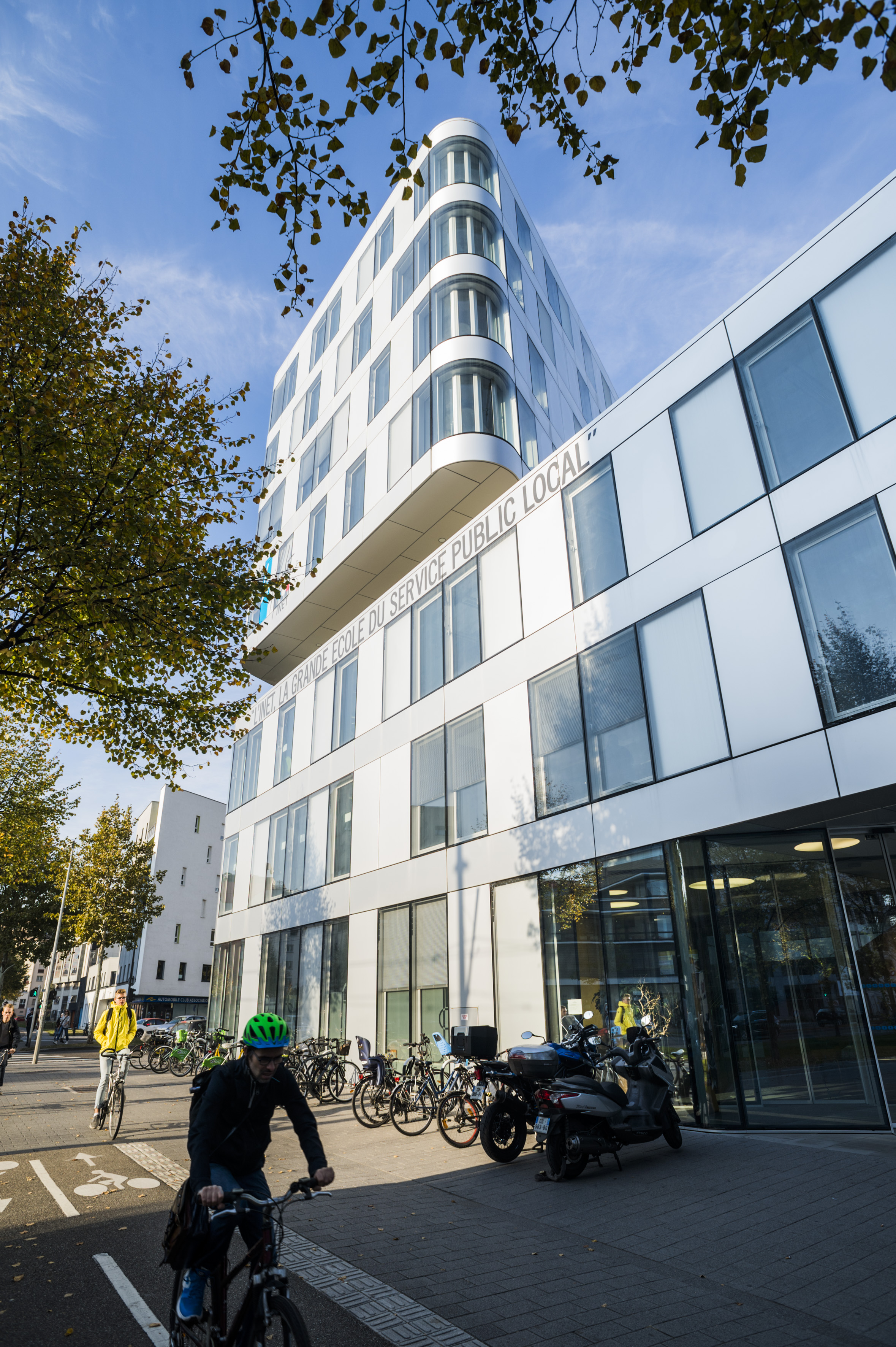

- Brice Hortefeux, министр[1] ;
- Marie-Luce Penchard, министр[2];
- Jean-Jacques Hyest, заместитель ;
- Jean-Christophe Parisot;
- Bernard Roman, заместитель.